# Firestone Indy 200 2006
Firestone Indy 200 2006 var ett race som var den nionde deltävlingen i IndyCar Series 2006. Racet kördes den 15 juli på Nashville Superspeedway. Scott Dixon tog sin första ovalseger sedan Richmond 2003, genom att tillsammans med teamkamraten Dan Wheldon bryta Marlboro Team Penskes dominans på ovalerna. Bakom Dixon och Wheldon så tog Vitor Meira den sista pallplatsen, och även Danica Patrick kom före racets bästa Penskeförare; Hélio Castroneves. Mästerskapsledande Sam Hornish Jr. kraschade efter 128 av 200 varv. Hans ledning var nere i fem poäng över Dixon, ytterligare en över Castroneves, medan Wheldon var 16 poäng bakom.

## Slutresultat
| Plats | Förare            | Team                     | Grid | Kvaltid |
| ----- | ----------------- | ------------------------ | ---- | ------- |
| 1     | Scott Dixon       | Chip Ganassi Racing      | 3    | 23,146  |
| 2     | Dan Wheldon       | Chip Ganassi Racing      | 1    | 23,021  |
| 3     | Vitor Meira       | Panther Racing           | 7    | 23,304  |
| 4     | Danica Patrick    | Rahal Letterman Racing   | 10   | 23,366  |
| 5     | Hélio Castroneves | Marlboro Team Penske     | 4    | 23,168  |
| 6     | Dario Franchitti  | Andretti Green Racing    | 5    | 23,180  |
| 7     | Jeff Simmons      | Rahal Letterman Racing   | 15   | 23,463  |
| 8     | Marco Andretti    | Andretti Green Racing    | 18   | 23,699  |
| 9     | Ryan Briscoe      | Dreyer & Reinbold Racing | 13   | 23,446  |
| 10    | Ed Carpenter      | Vision Racing            | 14   | 23,457  |
| 11    | Bryan Herta       | Andretti Green Racing    | 16   | 23,472  |
| 12    | Tony Kanaan       | Andretti Green Racing    | 6    | 23,211  |
| 13    | Kosuke Matsuura   | Fernández Racing         | 12   | 23,430  |
| 14    | Sam Hornish Jr.   | Marlboro Team Penske     | 2    | 23,126  |
| 15    | Tomas Scheckter   | Vision Racing            | 9    | 23,350  |
| 16    | Buddy Rice        | Rahal Letterman Racing   | 11   | 23,368  |
| 17    | Scott Sharp       | Fernández Racing         | 16   | 23,472  |
| 18    | Jeff Bucknum      | A.J. Foyt Enterprises    | 17   | 23,582  |